# Diamond Lights
Diamond Lights è il primo EP del gruppo musicale britannico Diamond Head, pubblicato nel 1981. Si tratta di un'autoproduzione uscita con l'etichetta Diamond Head Records.
Il disco, uscito in formato 45 giri, contiene il brano It's Electric originariamente apparso su Lightning to the Nations e tre canzoni inedite che verranno successivamente incluse nella ristampa in CD del suddetto album.

## Tracce
Lato A
Testi di Harris, musiche di Tatler, Harris.
1. Diamond Lights – 3:28
2. We Won't Be Back – 4:17

Lato B
Testi di Harris, musiche di Tatler.
1. I Don't Got – 4:22
2. It's Electric – 3:33

## Formazione
- Sean Harris – voce
- Brian Tatler – chitarra
- Colin Kimberley – basso
- Duncan Scott – batteria